# Fallen (2006)
Fallen ist ein Film von Barbara Albert, der von der Filmproduktionsgesellschaft Coop 99 produziert wurde. Er erzählt zwei Tage, die eine Gruppe von Frauen gemeinsam verleben. Die Handlung wird durch Fotos strukturiert, die mit von weiblichen Stimmen vorgetragenen Liedern hinterlegt sind. Der Film erzählt ruhig, im Mittelpunkt stehen die Gespräche der Frauen und ihr Verhältnis zueinander.
Die Regisseurin sagte dazu: „Es geht um das Aufwachen in der Realität, nachdem die alten Visionen nicht aufgegangen sind …“

## Handlung
Nach 14 Jahren treffen sich fünf Freundinnen wieder, zu einem Begräbnis in ihrer alten Heimatstadt. Sie verbringen die folgenden zwei Tage miteinander, sprechen von der Vergangenheit, deuten an, wie es ihnen inzwischen ergangen ist und entwerfen fortwährend sich wandelnde Bilder von sich und den anderen. Die Frauen haben ganz unterschiedliche Positionen im Leben erreicht: Brigitte, eine politisch engagierte Lehrerin, Carmen, eine erfolgreiche Schauspielerin, Alex, eine lebenslustige Betreuerin in einem Arbeitsamt, Nina, eine schwangere Arbeitslose und Nicole, eine Freigängerin aus dem Gefängnis, die ihre Tochter Daphne dabei hat.
„Wir sind frei“ – so lautete früher das Motto der Freundinnen.
Beim Leichenschmaus nach dem Begräbnis ihres ehemaligen Physiklehrers beschnuppern sie sich erst vorsichtig. Sie geraten auf die Hochzeitsfeier eines alten Bekannten in einem Festzelt auf einer idyllischen Wiese. Dort wird Nina Anlass zu einer Eifersuchtsszene der Braut, alle fahren daraufhin zu einer Landdisko, wo sich weitere Verwicklungen ergeben. Zu vorgerückter Stunde und nach einigem Alkoholkonsum werden die Frauen offener und direkter. Im Morgengrauen kehren sie erst zu der Wiese zurück, frühstücken in einem Schnellimbiss und ruhen sich in der Wohnung einer der Frauen aus.
Die Handlung bildet den Hintergrund, vor dem in Gesprächen ein Bild der Frauen und ihr Verhältnis untereinander entsteht.
Der Film wurde in Wien, Horn und Wiener Neustadt gedreht.

## Kritiken
„Der formal strenge, mitunter meditative Film macht die relative Ratlosigkeit seiner Protagonistinnen zum schöpferischen Inszenierungsprinzip und erzielt dadurch einen Teil seiner anrührenden Wirkung.“

„‚Fallen‘ ist ein seltsam unfertiger Film über eine seltsam unfertige Generation. All die Flashbacks und eingefrorenen Bilder, all die dramaturgisch nachlässig in die Handlung gestreuten Erinnerungsblitze und Selbstentblößungen der Heldinnen erscheinen am Ende als Impulse einer innigen Hoffnung: Geht da vielleicht nicht doch noch was mit der Freundschaft, mit der Solidarität und mit der Weltrettung?“

„Hauptproblem von Fallen ist jedoch, dass seine Charaktere in ihrer vielleicht beabsichtigten Durchschnittlichkeit zu öde und banal sind, um Interesse zu wecken und die Handlung voranzutreiben.“

„Fünf Frauen Anfang dreißig treffen sich auf der Beerdigung eines Lehrers, mit dem mindestens zwei von ihnen auch Sex hatten: Das ist eine Situation, aber keine Geschichte. Und so hängen und rauchen und trinken Schauspielerinnen wie Birgit Minichmeyer, Nina Proll und Kathrin Resetarits auf einem Dorffest und in der Disco herum, ohne dass mehr dabei herauskommt als Außenansichten einer sehr allgemeinen weiblichen Tristesse, die durch ein paar kapitalismuskritische Sätze aufgehübscht wird. ‚Fallen‘ ist gar nicht unsympathisch, aber leider absolut egal.“